# Rhionaeschna serrania
Rhionaeschna serrania là loài chuồn chuồn trong họ Aeshnidae. Loài này được Carvalho & Salgado mô tả khoa học đầu tiên năm 2004.